# Stromanthe thalia
Stromanthe thalia là một loài thực vật có hoa trong họ Marantaceae. Loài này được (Vell.) J.M.A.Braga miêu tả khoa học đầu tiên năm 1994.

## Hình ảnh

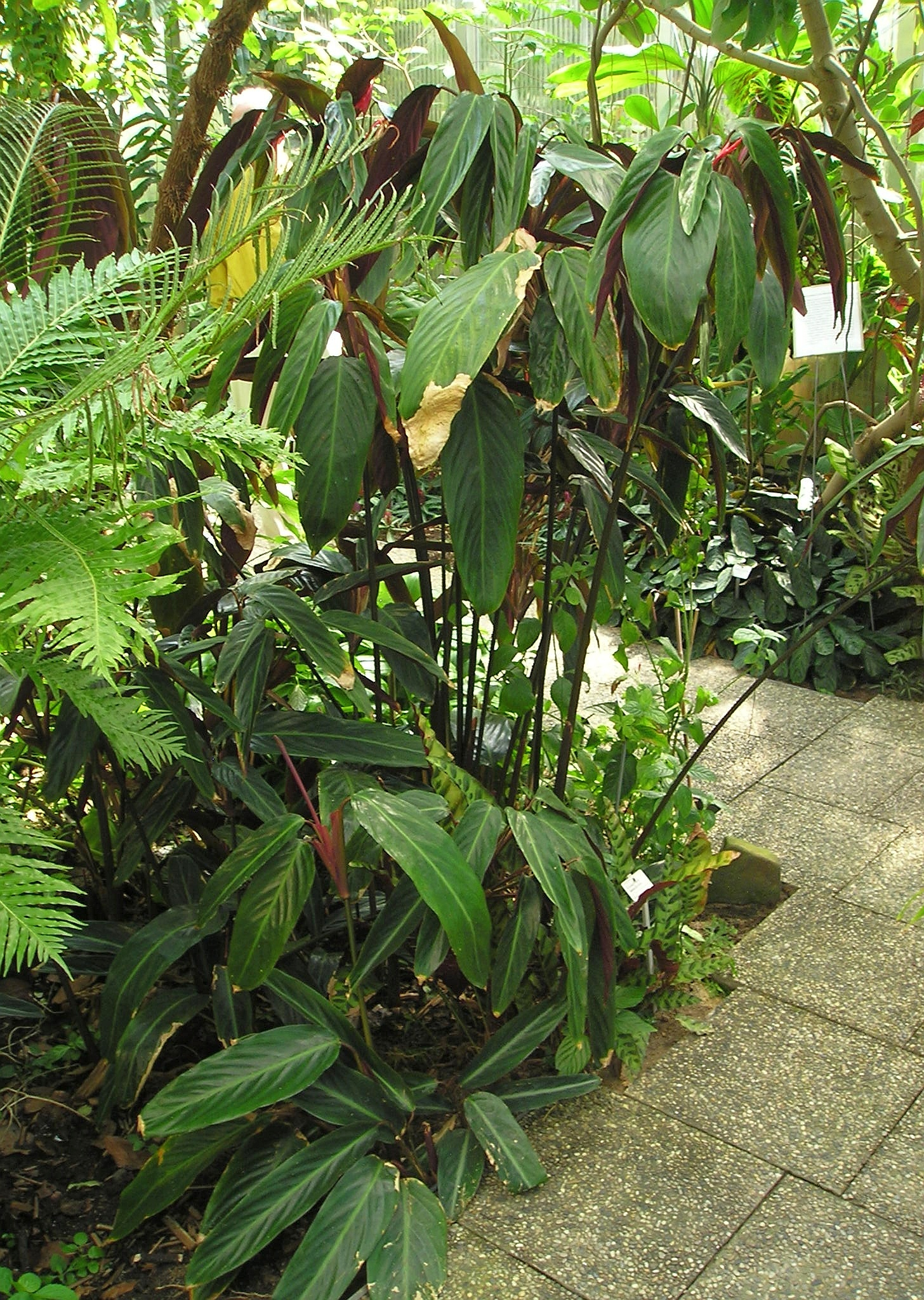
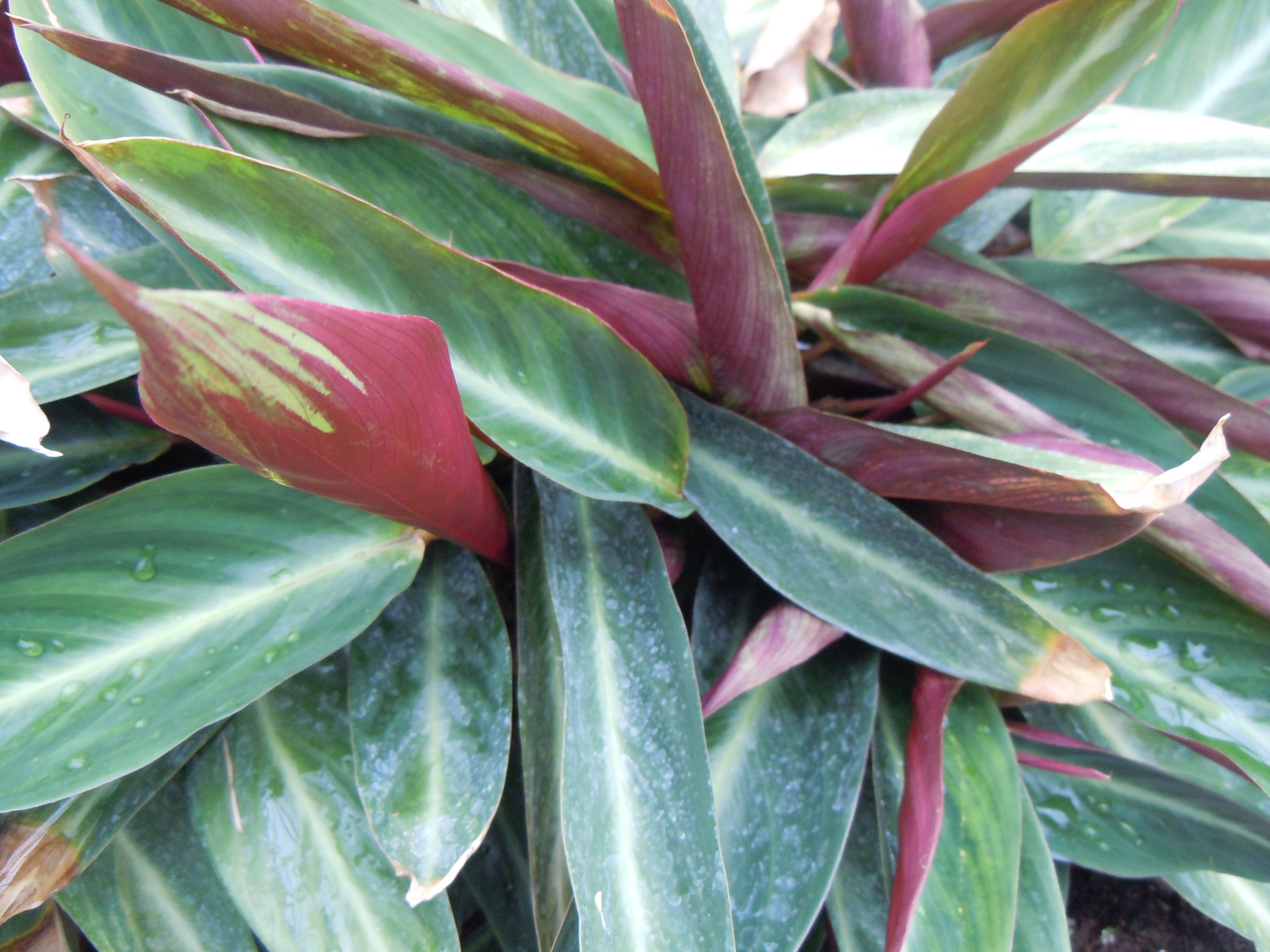
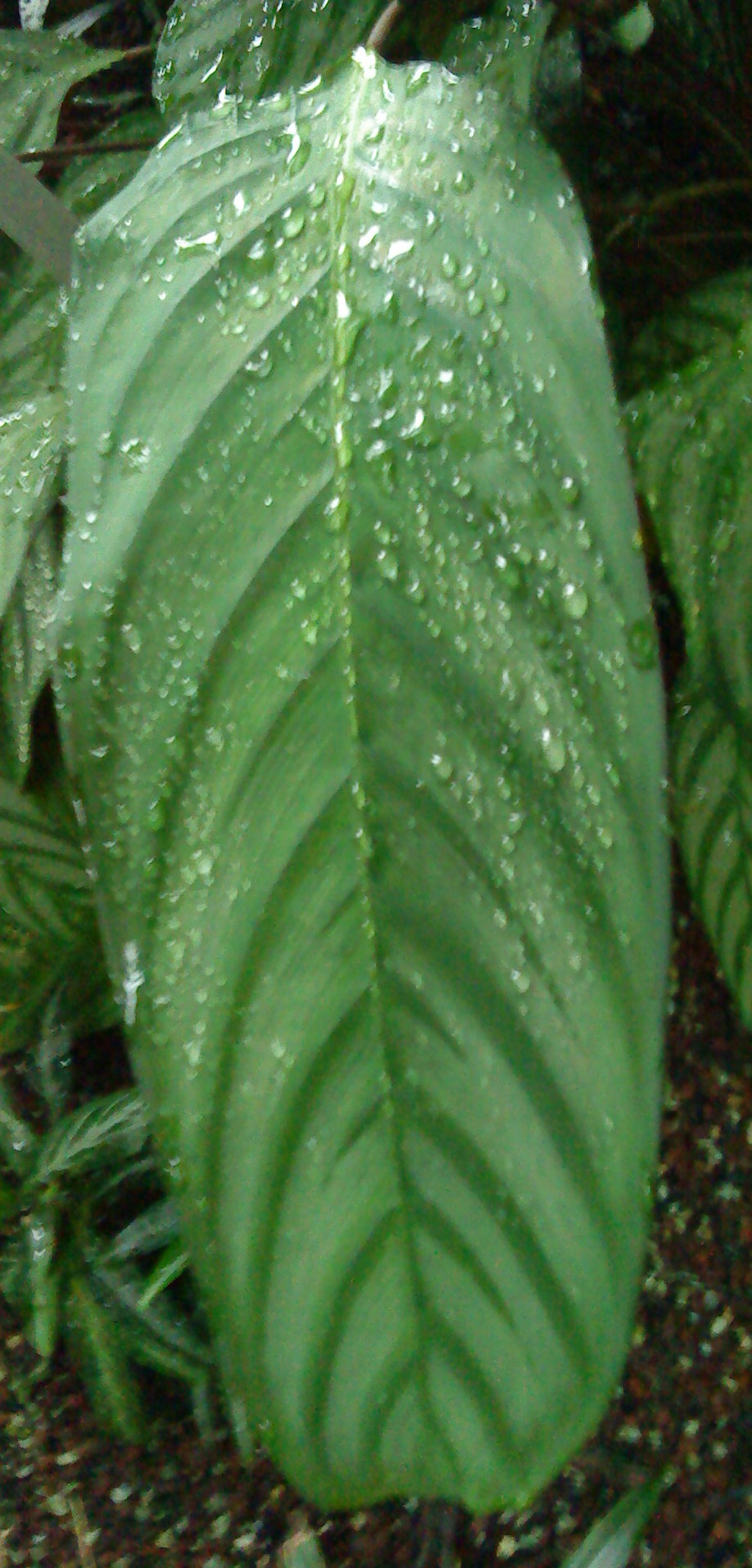
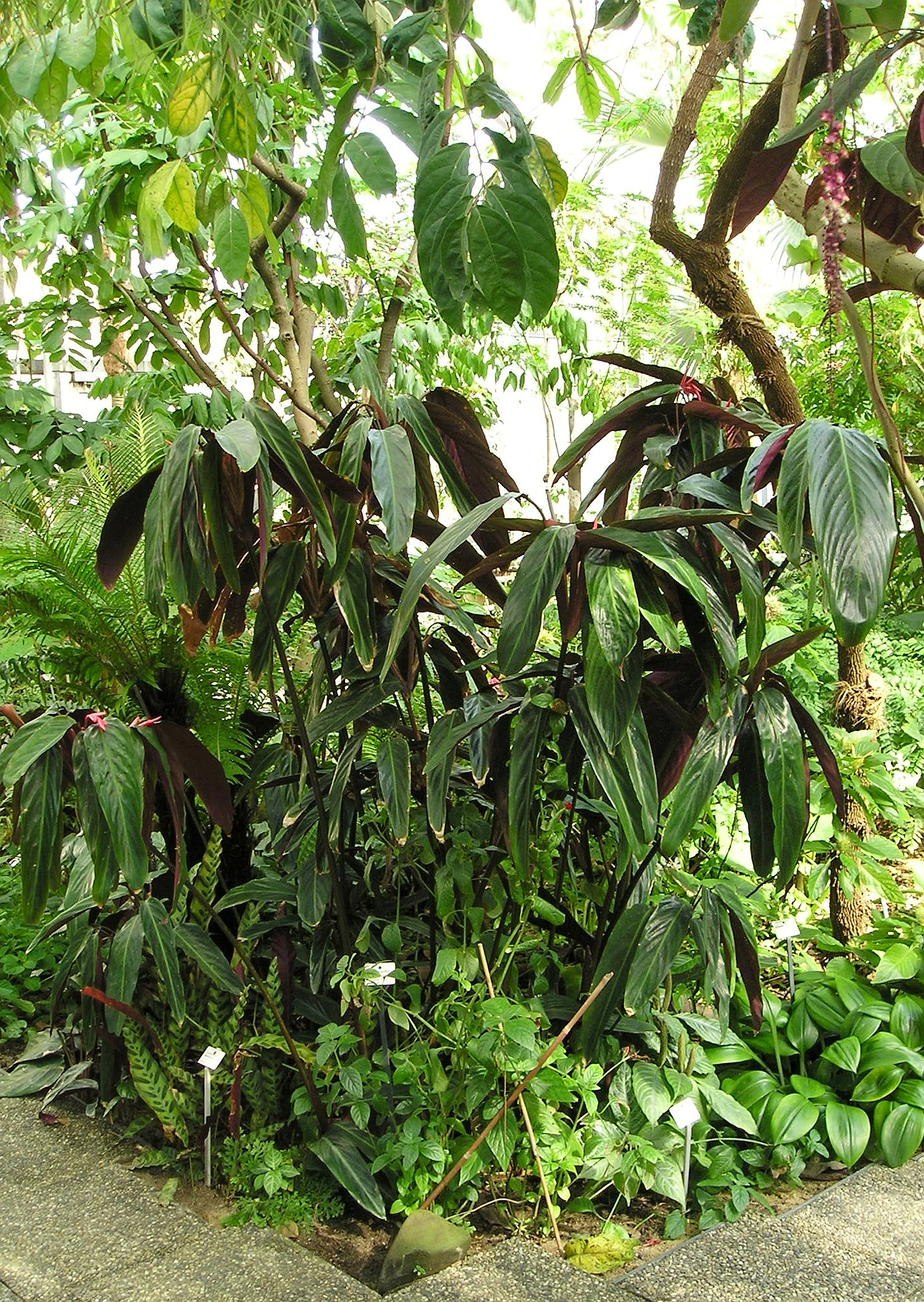